# Héctor Lombana
Héctor Lombana Piñeres (Riofrío, 3 de marzo de 1930-Santa Marta, 19 de octubre de 2008) fue un escultor colombiano. Uno de los escultores más prolíficos de Colombia, su obra se encuentra en monumentos de gran formato en ciudades como Cartagena de Indias, Santa Marta, Cali, Barrancabermeja, Bucaramanga, Honda, Cimitarra, Villavicencio en Colombia, Penonomé y Panamá, y Coral Gables, Florida, Estados Unidos. Sus obras más célebres son El Cangrejo, Zapatos Viejos, la estatuilla de la India Catalina para el Festival Internacional de Cine de Cartagena', el Sendero Yuma, el Monumento a la Solidaridad, entre otras.

## Biografía
Héctor Lombana Piñeres nació en Riofrío, Magdalena, Colombia, el 3 de marzo de 1930, donde permaneció hasta los tres años. Desde temprana edad da muestras de talento e interés en las bellas artes, empezando a confeccionar en madera sus juguetes y los de sus numerosos hermanos. 
Su primer trabajo fue un busto de Simón Bolívar tallado en madera, a los cuatro años.
A los dieciséis años, gana el primer premio del IX Salón de Arte Nacional de Colombia, en Cartagena de Indias. El gobernador del departamento de Bolívar de ese entonces hace entrega del mismo al joven artista, otorgándole además una beca en España, hacia donde parte a los dieciocho años. Allí en la Academia de San Fernando, se nutre de la teoría y práctica de la escultura y la pintura.
Durante cerca de una década, se convierte en un bienandante del arte y realiza periplos por toda Europa. Permanece en el Viejo Continente, estudiando, paseando, conociendo, visitando museos y monumentos públicos, bibliotecas y lugares históricos.

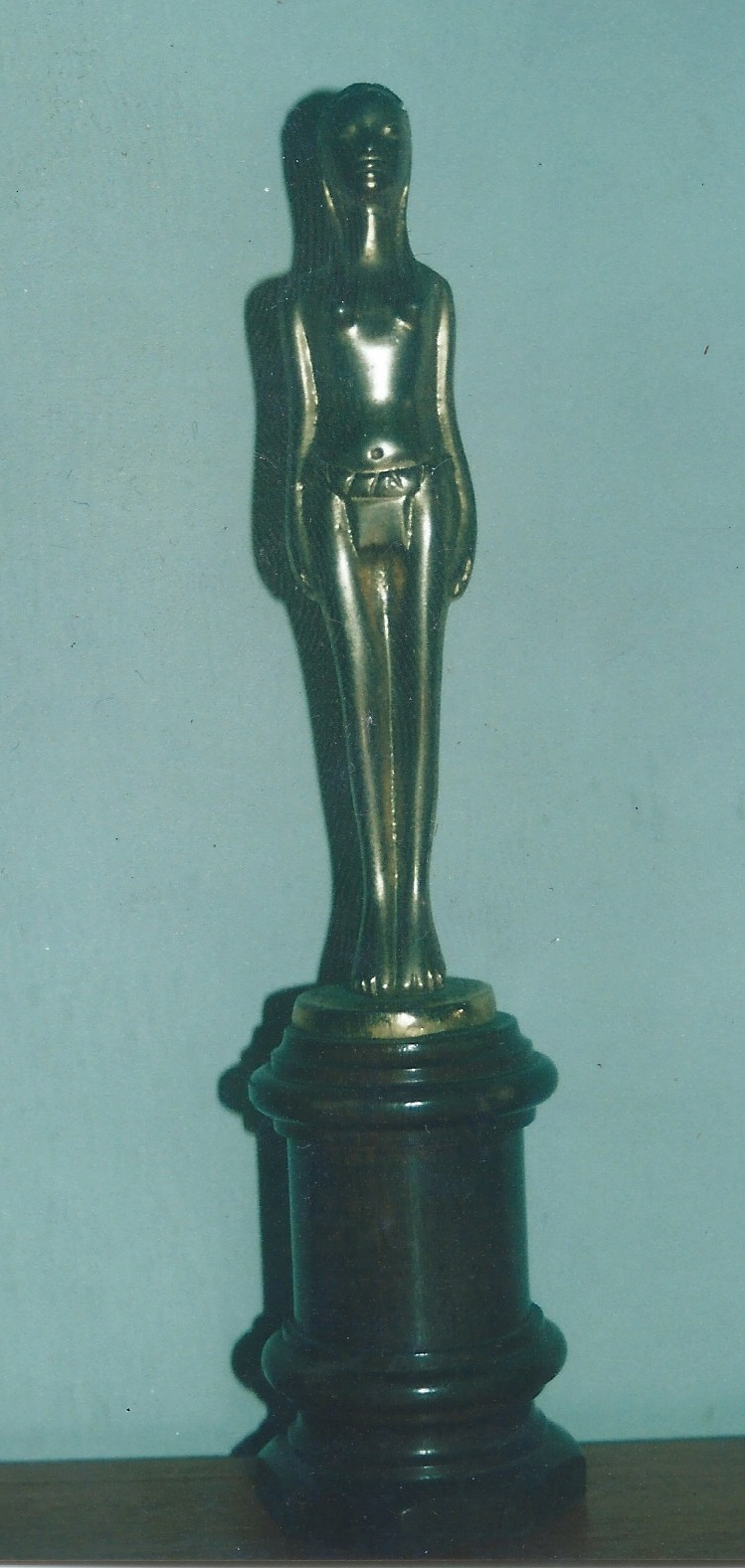
Primera estatuilla India Catalina, Premio del Festival Internacional de Cine de Cartagena de Indias

En 1961 realiza la estatuilla India Catalina como trofeo para el segundo Festival Internacional de Cine de Cartagena. En este quinquenio, el artista colabora con la fundación y puesta en marcha de la Escuela de Bellas Artes de Cartagena, y en esta misma ciudad se dedica de lleno a la restauración arquitectónica, es así como realiza trabajos en la Alcaldía de Cartagena, el Museo de Núñez, el Palacio de la Inquisición y el edificio de la Cámara de Comercio de Cartagena. 
En 1970 Se traslada a Venezuela. Allí realiza varias obras escultóricas como son el mural Folclor Llanero, ubicado en las instalaciones del recinto de las Fuerzas Armadas. En el aeropuerto Simón Bolívar de Caracas, esculpe el mural Ícaro. Se dedica a la pintura de temas marinos y trabaja con exclusividad para prestigiosas galerías locales.
En 1975 es convocado a Puerto Rico y realiza la compleja restauración en el Viejo San Juan. Allí, es comisionado por Ricardo Alegría, para llevar a cabo el remozamiento de valiosas joyas arquitectónicas tales como: Capilla del Cristo, el Palacio Arzobispal, la iglesia de San José, el parque de las Palomas, entre otras. Esta labor le demandó más de 5 años. Durante las excavaciones de los diferentes sitios a restaurar, el escultor descubrió el fresco Santelmo—el santo de los Navegantes—considerado la pintura más antigua del Caribe, presumiblemente elaborada por los frailes dominicos en el siglo XVI. En San Juan también colaboró con la creación y puesta en escena del Museo del Indio.
En 1980 se traslada a Norteamérica. Inicialmente, preside el proyecto de restauración de la catedral de Catedral de San Patricio de Nueva York, posteriormente involucrándose en los procesos de restauración de la ciudad de San Agustín, Florida—la más antigua de la península—finalmente radicándose en Miami. 
Desde Miami, se convierte en abanderado defensor y promotor de los valores colombianos en Estados Unidos. Es así como crea el 'Premio Esmeralda' encaminado a promover a los colombianos destacados en todas las áreas del saber: Los deportes, el arte, la cultura y las ciencias. Este galardón premió y dio a conocer a centenares de artistas hasta entonces anónimos. Durante esta labor, el artista dona una réplica de los Zapatos Viejos de Cartagena, a la ciudad de Coral Gables, Florida. Este acto de generosidad selló la hermandad de la ciudad con Cartagena.
En 1990 regresa nuevamente a Colombia, se instala en Bogotá, y empieza una carrera de arte público. 
En 1992 dona a Cartagena 'Los Pegasos', dos monumentales corceles alados, ubicados en el muelle del mismo nombre.Ese mismo año, crea—a petición del Banco Ganadero en Bogotá—una escultura en homenaje a los ganaderos colombianos denominada "Un sendero hacia el futuro". 
El mismo año es invitado a Budapest, Hungría a conmemorar la semana de Colombia , con ocasión de los 500 años de la llegada española a América, y allí lleva una jugosa muestra de sus obras de pequeño formato como 'Los Amantes de Barú' y 'Dioses de nuestros Aborígenes Americanos', causando tal impacto que la muestra queda itinerando por Europa durante dos años. 
En 1993 dona a Santa Marta una escultura denominada 'Homenaje a la Etnia Tayrona', en honor a la antigua civilización nativa de esta región.
En 1994 realiza en Cali para la Cámara de Comercio local una fuente monumental denominada: 'La Fuente de la Solidaridad', uno de los monumentos más grandes de Sudamérica.
EN 1995 realiza 'Los Corceles', una fuente con más de una docena de equinos, para el centro financiero Granahorrar de la ciudad de Cali. Durante este mismo periodo, realiza 'La Fuente del Deporte' y 'La Fuente de los Niños' en la misma ciudad. La prensa local unánimemente tituló a la suma de estos acontecimientos 'La Lombanización de Cali'. 
En 1996, realiza cerca de 40 esculturas que representan los mitos y leyendas del Eje Cafetero, que se hallan diseminadas en el Parque Nacional del Café, en Armenia, Quindío. Dicha gran obra estuvo a punto de fracasar; por cuanto las autoridades cafeteras, en un principio de mostraron absortas e incrédulas del éxito de tamaña propuesta. 
Ese mismo año ejecuta "Las chapoleras" como homenaje a las mujeres recolectoras de café colombiano, ubicada en el mismo parque. 
También realiza una escultura monumental denominada 'Exaltación a la Paz' para la ciudad de Pasto, Nariño. La obra fue construida con armas viejas fundidas del M-19 cuando paso a la legalidad, tales como fusiles o escopetas, que van formando un arco, y en la parte media del mismo, al descender se convierten en arados, en un claro mensaje a la juventud campesina a empuñar el azadón, no las armas.
En 1997 realiza una escultura de cerca de 30 metros de altura, como homenaje a la Revolución de Los Comuneros, denominada 'Las Gentes Comuneras', ubicada en el campus universitario de la UDES, en Bucaramanga. 
En 1998 realiza un sendero ecológico compuesto por nueve fuentes ornamentales, con los diferentes animales en extinción de las riberas del rio Magdalena sobre cada una, denominado 'Sendero Yuma'. En este se representan ciervos, chigüiros, dantas, jaguares, cocodrilos, tortugas, garzas, iguanas, y armadillos, el sendero rematando en una plazoleta dedicada al máximo cacique de la región en la época de colonización española, llamado Pipatón, donde es honrado, siguiendo la leyenda, que nunca fue vencido hasta ser su amada asesinada. Así lo representó el escultor, como un altivo guerrero con gesto de dolor, alzando el cuerpo yaciente de su princesa, llamándose este monumento 'Pipatón y Yarima'. El heroico monumento descrito se encuentra ubicado en Barrancabermeja, Santander.
Este mismo ano trabaja en Cimitarra Santander el monumento llamado "La cimitarra". 
A finales del año 1999 se radica en Panamá, dispuesto a realizar gran cantidad de proyectos. A petición de la presidenta Mireya Moscoso, realiza un monumento a Arnulfo Arias Madrid, importante figura política e histórica en ese país, dando vida a un monumento colosal, criticado por el pueblo al haber sido construido por un escultor colombiano. También recibe el encargo de idear y construir una monumento a la niñez, el que llamara 'Los Juegos de Antaño', obra compuesta por 21 figuras, con veintiún niños y doscientas palomas. Estos niños eran una alegoría a la X Cumbre de los 21 países Iberoamericanos, celebrada en Panamá, con la asistencia de todos los gobernantes latinoamericanos y el Rey Juan Carlos I de España. Colofonada la cumbre con la colosal obra, el Maestro es saludado por el Rey, quien en efusivo saludo—a su otrora compañero de pupitre en la facultad de Arquitectura—encabezó el reconocimiento y admiración de los 21 presidentes. Gran sorpresa y admiración despertó la obra en el presidente Hugo Chávez, que en el mismo momento invitó al maestro a que se trasladara a Venezuela, para realizar el monumento más grande de América, para el también más reconocido hombre americano Simón Bolívar. Sin embargo, este proyecto no logró realizarse. Lastimosamente, el monumento de "Los juegos de antaño", que conmovió a tantas personas que lo visitaron, estuvo de manera provisional en las afueras del centro de Convenciones Atlapa, el maestro en pos de darle un montaje óptimo presentó en el gobierno de Mireya Moscoso, la propuesta de traslado y montaje al Museo del Niño y la Niña, pero una tarde se sorprendió al ver pasar las piezas de la obra en un camión y el montaje fue encargado a otro supuesto escultor panameño que además las coloco a su manera y las pintó de dorado. Dos años después el monumento fue removido el día que en la misma sede fallida del museo del niño y la niña, se iba a inaugurar el Museo de Antropología. Las órdenes de desmonte estuvieron a cargo de una funcionaria de la oficina de la primera dama del gobierno de Martín Torrijos, no dieron razón de adonde lo llevarían y por dos años la obra estuvo desaparecida. Finalmente se descubrió un mes antes de fallecer el maestro que la obra había sido robada y mutilada, ya que la cortaron en partes y la sacaron en camiones del Parque Omar, donde se guardaba, al frente de la sede principal de la policía. este hecho afectó al maestro al punto que su ya corazón debilitado, empeoró. En una de sus últimas declaraciones dijo "han cercenado mi alma" refiriéndose a la pérdida de la escultura. Los panameños hicieron vigilia por varias noches consecutivas con velas, esperando el regreso de los niños. En la actualidad nunca se ha definido el destino de las piezas que pesaban un total de 35 toneladas de bronce.
Presenta sus propuestas para la construcción y puesta en escena del Museo de la Biodiversidad, proyecto de gran magnitud e importancia ideado por el famoso arquitecto Frank Ghery para la Ciudad de Panamá, con el concurso de las Naciones Unidas. 
En el año 2005 regresa a Colombia y en saludo a la nación, ofrece engrandecer el patrimonio cultural de la amada Colombia. Así se dispuso a realizar propuestas para diversos monumentos por todo el país, con ideas para las ciudades de Yopal, Arauca, Bogotá, Jamundí, y propuestas incluso en la Isla de Malpelo, ninguna rindiendo frutos. Sin embargo, llegaron a iniciarse: 
Valledupar: 
- Monumento 'Santo Ecce Homo', Santo Patrono de la ciudad de Valledupar, Cesar, de treinta metros de altura.
- Homenaje póstumo 'Monumento a Alfonso López Michelsen', primer gobernador del Departamento del Cesar y presidente de Colombia.

Barranquilla: 
- 'Monumento a Ícaro' en honor a la aviación, inicialmente para SCADTA, primera aerolínea fundada en América y segunda en el mundo, representando este el primer intento de vuelo del ser humano.
- 'La Puerta de Oro de Colombia' Arco Monumental honrando el bicentenario de la República, y representando escenas de la vida, tradición y fauna de la región.

En marzo de 2007, con motivo del Congreso de la Lengua Española celebrado en Cartagena, había inaugurado su Monumento a Miguel de Cervantes en la plaza de la Paz de esa ciudad.
Su última obra completamente finalizada fue el mismo 'Homenaje a la Etnia Tayrona' de Santa Marta, pues una buena parte de sus piezas no habían sido instaladas hasta el año 2007, cuando fueron incorporadas en el anteriormente llamado "Callejón de Bastidas", renombrado bajo sugerencia del escultor "Sendero Tayrona", su nombre actual. En esta misma ciudad falleció el Maestro escultor a los setenta y ocho años en la misma ciudad durante este trabajo, lejos de su familia, a causa de problemas respiratorios e intervención inadecuada. Le sobreviven sus hijas y nietos, quienes aprendieron la escultura de la mano de su padre. Su legado artístico es protegido por la fundación 'Perseo Procesos Escultóricos', administrada por el mayor de sus hijos varones.
En octubre de 2008 fue internado en la Clínica El Prado de la ciudad de Santa Marta en donde murió el 19 de octubre a las 9:45 de la mañana de un paro cardiaco.